# The Door into Summer
The Door Into Summer (Ușă în vară) este un roman științifico-fantastic din 1956 de Robert A. Heinlein, apărut inițial în foileton în revista The Fantasy & Science Fiction (numerele din octombrie, noiembrie, decembrie 1956, cu coperți și ilustrații interioare de Frank Kelly Freas). A fost publicat cu copertă dură în 1957.
Romanul este un hard science fiction cu un ritm rapid, cu un element-cheie fantastic și unul romantic.
În trei sondaje separate ale cititorilor revistei Locus din 1975 până în 1998, a fost clasificat pe locul 36, 29 și 43 ca fiind cel mai bun roman științifico-fantastic din toate timpurile.
Titlul său a fost declanșat de o remarcă pe care soția lui Heinlein, Virginia, a făcut-o atunci când motanul lor a refuzat să iasă din casă: „El caută o ușă în vară”.
Heinlein a scris romanul în 13 zile.

## Legături externe
- en  Istoria publicării lucrării The Door into Summer la Internet Speculative Fiction Database
- The Door into Summer la Open Library
- The Door into Summer parts one, two, and three on the Internet Archive

## Vezi și
- 1956 în științifico-fantastic
- Science Fiction: The 100 Best Novels